# Olympische Sommerspiele 1968/Teilnehmer (Philippinen)
| Gelbes Symbol für Goldmedaillen mit stilisierten Olympischen Ringen | Graues Symbol für Silbermedaillen mit stilisierten Olympischen Ringen | Braundes Symbol für Bronzemedaillen mit stilisierten Olympischen Ringen |
| ------------------------------------------------------------------- | --------------------------------------------------------------------- | ----------------------------------------------------------------------- |
| —                                                                   | —                                                                     | —                                                                       |

Die Philippinen nahmen an den Olympischen Sommerspielen 1968 in Mexiko-Stadt mit einer Delegation von 49 Athleten (45 Männer und 4 Frauen) an 53 Wettkämpfen in zehn Sportarten teil. Ein Medaillengewinn gelang keinem der Athleten.

## Teilnehmer nach Sportarten

### Basketball
- 13. Platz
Jun Papa
Alberto Reynoso
Alfonso Márquez
Danny Florencio
Ed Ocampo
Elias Tolentino
Jimmy Mariano
Joaquín Rojas
Orly Bauzon
Renato Reyes
Robert Jaworski
Rogelio Melencio

### Boxen
- Manolo Vicera
Halbfliegengewicht: in der 1. Runde ausgeschieden

- Rodolfo Díaz
Fliegengewicht: in der 1. Runde ausgeschieden

- Dominador Calumarde
Bantamgewicht: in der 1. Runde ausgeschieden

- Teogenes Pelegrino
Federgewicht: im Achtelfinale ausgeschieden

- Rodolfo Arpon
Leichtgewicht: in der 1. Runde ausgeschieden

### Gewichtheben
- Salvador del Rosario
Bantamgewicht: Wettkampf nicht beendet

- Arturo Dandan
Bantamgewicht: Wettkampf nicht beendet

- Noe Rinonos
Federgewicht: 15. Platz

### Leichtathletik
Männer
- Rogelio Onofre
100 m: im Vorlauf ausgeschieden
110 m Hürden: im Vorlauf ausgeschieden

- Benjamin Silva-Netto
5000 m: im Vorlauf ausgeschieden
10.000 m: 32. Platz
Marathon: 49. Platz

Frauen
- Josephine de la Viña
Diskuswurf: 15. Platz

- Lolita Lagrosas
Fünfkampf: 25. Platz

### Radsport
- Roberto Roxas
Bahn Sprint: in der 2. Runde ausgeschieden

- Rolando Guaves
Bahn Sprint: in der 2. Runde ausgeschieden
Bahn 1000 m Zeitfahren: 28. Platz

- Benjamin Evangelista
Bahn 4000 m Einerverfolgung: 20. Platz

### Ringen
- Tortillano Tumasis
Federgewicht, griechisch-römisch: in der 2. Runde ausgeschieden

- Eliseo Salugta
Leichtgewicht, griechisch-römisch: in der 2. Runde ausgeschieden
Leichtgewicht, Freistil: in der 2. Runde ausgeschieden

- Rogelio Famatid
Bantamgewicht, Freistil: in der 2. Runde ausgeschieden

- Antonio Senosa
Federgewicht, Freistil: in der 2. Runde ausgeschieden

### Schießen
- Horacio Miranda
Schnellfeuerpistole 25 m: 54. Platz

- Paterno Miranda
Schnellfeuerpistole 25 m: 32. Platz

- Antonio Mendoza
Freie Pistole 50 m: 60. Platz

- José Agdamag
Freie Pistole 50 m: 61. Platz

- Adolfo Feliciano
Freies Gewehr Dreistellungskampf 300 m: 22. Platz
Kleinkalibergewehr Dreistellungskampf 50 m: 34. Platz
Kleinkalibergewehr liegend 50 m: 67. Platz

- Leopoldo Ang
Kleinkalibergewehr Dreistellungskampf 50 m: 50. Platz

- Bernardo San Juan
Freies Gewehr Dreistellungskampf 300 m: 28. Platz

- Jaime Villafuerte
Kleinkalibergewehr liegend 50 m: 48. Platz

### Schwimmen
Männer
- Roosevelt Abdulgafur
100 m Freistil: im Halbfinale ausgeschieden
200 m Freistil: im Vorlauf ausgeschieden
4-mal-100-Meter-Freistil-Staffel: im Vorlauf ausgeschieden
4-mal-200-Meter-Freistil-Staffel: im Vorlauf ausgeschieden
4-mal-100-Meter-Lagen-Staffel: im Vorlauf ausgeschieden

- Luis Ayesa
100 m Freistil: im Vorlauf ausgeschieden
200 m Freistil: im Vorlauf ausgeschieden
4-mal-100-Meter-Freistil-Staffel: im Vorlauf ausgeschieden
4-mal-200-Meter-Freistil-Staffel: im Vorlauf ausgeschieden

- Tony Asamali
200 m Freistil: im Vorlauf ausgeschieden
400 m Freistil: im Vorlauf ausgeschieden
200 m Rücken: im Vorlauf ausgeschieden
200 m Lagen: im Vorlauf ausgeschieden
4-mal-100-Meter-Freistil-Staffel: im Vorlauf ausgeschieden
4-mal-200-Meter-Freistil-Staffel: im Vorlauf ausgeschieden
4-mal-100-Meter-Lagen-Staffel: im Vorlauf ausgeschieden

- Amman Jalmaani
100 m Brust: im Halbfinale ausgeschieden
200 m Brust: im Vorlauf ausgeschieden
4-mal-100-Meter-Freistil-Staffel: im Vorlauf ausgeschieden
4-mal-100-Meter-Lagen-Staffel: im Vorlauf ausgeschieden

- Leroy Goff
100 m Brust: im Vorlauf ausgeschieden
100 m Schmetterling: im Vorlauf ausgeschieden
200 m Schmetterling: im Vorlauf ausgeschieden
4-mal-200-Meter-Freistil-Staffel: im Vorlauf ausgeschieden
4-mal-100-Meter-Lagen-Staffel: im Vorlauf ausgeschieden

Frauen
- Helen Elliott
100 m Freistil: im Vorlauf ausgeschieden
200 m Freistil: im Vorlauf ausgeschieden
400 m Freistil: im Vorlauf ausgeschieden
800 m Freistil: im Vorlauf ausgeschieden

- Hedy García
100 m Freistil: im Vorlauf ausgeschieden
200 m Brust: im Vorlauf ausgeschieden
200 m Lagen: im Vorlauf ausgeschieden
400 m Lagen: im Vorlauf ausgeschieden

### Segeln
- Manuel Villareal
Finn-Dinghy: 36. Platz

### Turnen
Männer
- Norman Henson
Einzelmehrkampf: 116. Platz
Boden: 116. Platz
Pferdsprung: 115. Platz
Barren: 117. Platz
Ringe: 116. Platz

- Ernesto Beren
Einzelmehrkampf: 117. Platz
Boden: 117. Platz
Barren: 116. Platz
Ringe: 117. Platz